# 13693 Bondar
13693 Bondar (1997 TW15) là một tiểu hành tinh vành đai chính được phát hiện ngày 4 tháng 10 năm 1997 bởi Spacewatch ở Kitt Peak.